# Tipografía Nacional de Guatemala
La Tipografía Nacional de Guatemala es una entidad vinculada al Gobierno de Guatemala. Sus funciones son dirigir, editar, imprimir, divulgar y comercializar el Diario de Centro América, diario oficial de la República, de acuerdo con las disposiciones legales vigentes.